# Геологический факультет МГУ
Геологи́ческий факульте́т МГУ — факультет МГУ в его главном здании, один из московских центров высшего образования по подготовке специалистов по геологическим специальностям.

## История
Датой основания факультета считается 1938 год (создание Геолого-почвенного факультета), хотя минералогия и другие геологические дисциплины преподавались на Физико-математическом факультете Московского университета.

### Кафедра натуральной истории
Геология и минералогия преподавалась в МГУ со дня его основания. Первым подразделением Московского университета, занимавшимся науками о земле, была Кафедра натуральной истории Медицинского факультета, созданная согласно Проекту об учреждении Московского университета (1755). В курсе натуральной истории профессор показывал «разные роды минералов, трав и животных». Геологические знания студенты получали на лекциях по ориктогнозии.
На кафедре в это время работали профессорами:
- 1758—1770 → И. Х. Керштенс
- 1770—1777 → М. И. Афонин
- 1777—1783 → И. А. Сибирский
- 1784—1785 → Ф. К. Курика
- 1785—1802 → Ф. Г. Политковский

### Кафедра минералогии и сельского домоводства
В 1804 году по новому Уставу в Университете создаётся Кафедра минералогии и сельского домоводства (позднее хозяйства), которой в 1804—1818 годы заведовал профессор А. А. Прокопович-Антонский, а 1818—1835 годы профессор М. Г. Павлов. Курс минералогии читался по учебникам В. М. Севергина.
В 1804 году были созданы Демидовская кафедра и открыт Минералогический кабинет на основе коллекции минералов и руд проф. И. Генкеля, подаренной Университету Н. А. Демидовым.
Кафедру возглавляли:
- 1804—1818 → А. А. Прокопович-Антонский.
- 1818—1835 → М. Г. Павлов, он начал читать курс минералогии.

### Кафедры минералогии, геогнозии и палеонтологии

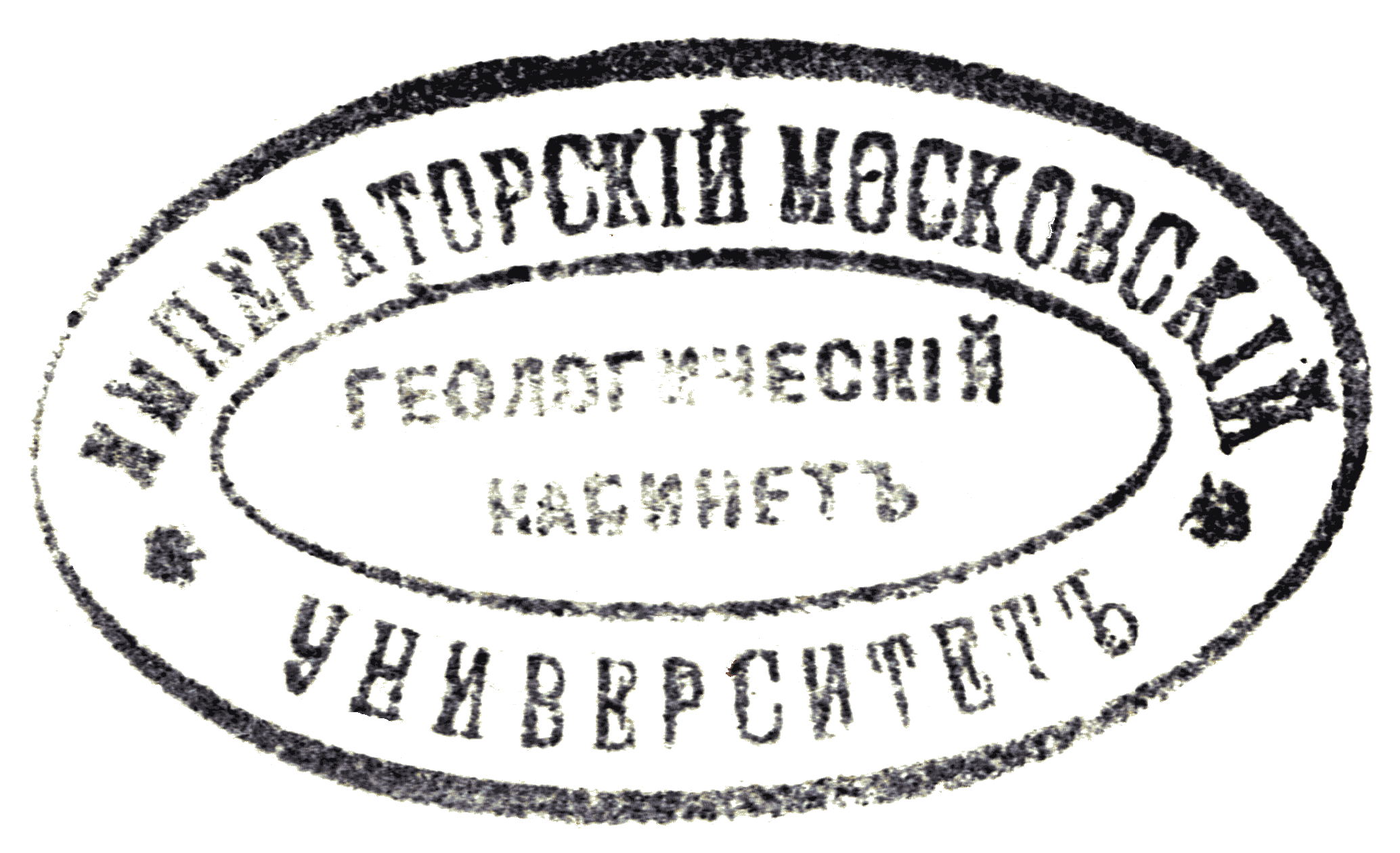
Императорский Московский университет, Геологический кабинет

В 1835 году по новому Уставу на Физико-математическом факультете Московского университета создаётся Кафедра минералогии и геогнозии. Её возглавил:
- 1835—1884 → Г. Е. Щуровский.

В 1861 году образовались две самостоятельные кафедры:
Геогнозии и палеонтологии
- 1861—1884 → Г. Е. Щуровский, доцент В. О. Ковалевский
- 1884—1930 → А. П. Павлов

Минералогии
- 1861—1887 → М. А. Толстопятов: .
- 1890—1911 → В. И. Вернадского: кафедра минералогии.

Был открыт Геологический кабинет (музейная учебная коллекция минералов, горных пород, руд и палеонтологических образцов).

### Советский период

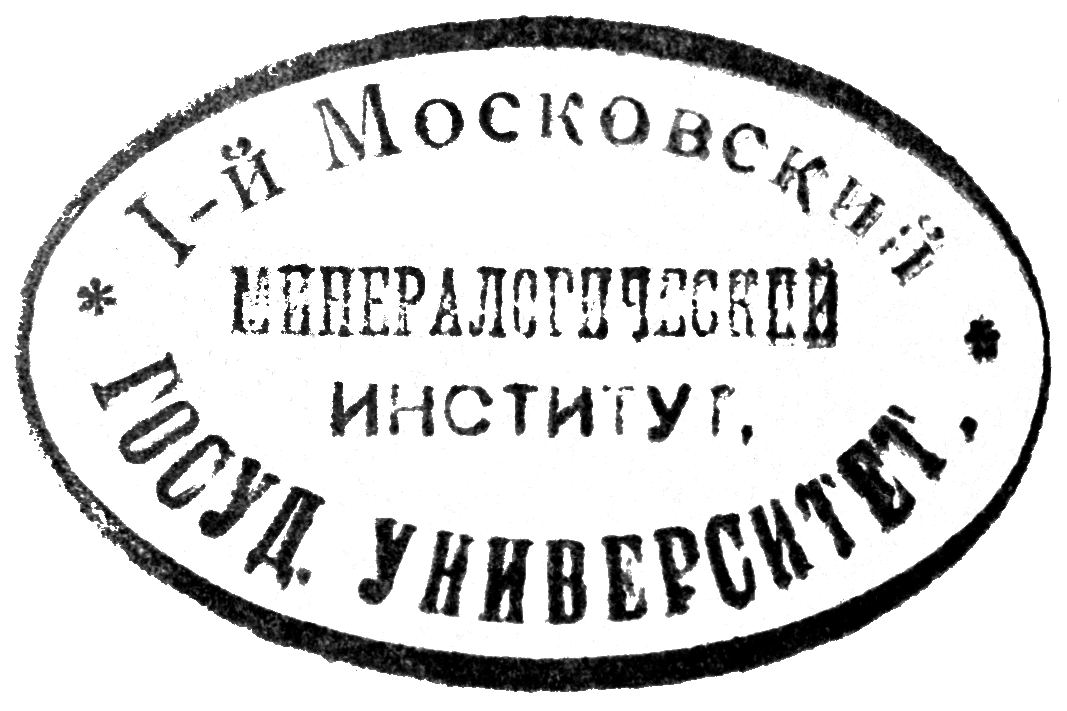

В 1918 году было построено новое учебное и музейное здание для геолого-географического отделения физико-математического факультета Университета (сегодня в нём находится Государственный геологический музей имени В. И. Вернадского РАН).
В 1919 году в Первый Московский университет влились Университет Шанявского и Высшие женские курсы.
В 1922—1930 годах вместо кафедр были созданы предметные комиссии, и были созданы два научно-исследовательских института:
- Научно-исследовательский институт геологии при МГУ
- Научно-исследовательский институт минералогии и петрографии при МГУ.

В 1930 году на их базе был создан МГРИ.

#### Геолого-почвенный факультет
До 1932 года МГУ оставался без геологии, затем кафедра геологии открылась на Почвенно-географическом факультете МГУ.
В 1938 году был организован отдельный Геолого-почвенный факультет путём разделения почвенно-географического факультета на геолого-почвенный и географический (Приказ МГУ № 109 от 23.07.1938).
Были восстановлены старые и созданы новые кафедры:
Грунтоведение (с 1954 г. — Грунтоведение инженерной геологии)
- 1938—1942 → М. М. Филатов
- 1942—1954 → С. С. Морозов
- 1954—1989 → Е. М. Сергеев
- 1989— ? → В. Т. Трофимов

Минералогия и петрография
- 1939—1945 → Е. А. Кузнецов

Разделилась: Петрография
- 1945—1963 → Е. А. Кузнецов
- 1963—1970 → С. В. Коптев-Дворников
- 1963—1970 → А. А. Маракушев

Минералогия
- 1945—1949 → Н. А. Смольянинов
- 1950—1953 → Г. А. Крутов
- 1953—1985 → Г. П. Барсанов
- 1985—н. в. → А. С. Марфунин

Палеонтология
- 1939—1942 → А. А. Борисяк
- 1943—1966 → Ю. А. Орлов
- 1967—1989 → В. В. Меннер
- 1989— 2024 → И. С. Барсков

Историческая геология (с 1953 — Историческая и региональная геология)
- 1943—1950 → А. Н. Мазарович
- 1952—1971 → А. А. Богданов
- 1972—2001 → Е. Е. Милановский

Динамическая геология
- 1943—1953 → О. К. Ланге
- 1953—1984 → Г. П. Горшков
- 1986— 2023 → Н. В. Короновский

Гидрогеология
- 1953—1964 → О. К. Ланге
- 1964—1972 → Б. И. Куделин
- 1973—1988 → В. М. Шестаков
- 1999—2009 → В. А. Всеволожский
- 2009— ? → С. П. Поздняков

Геофизические методы разведки
- 1944—1949 → А. И. Заборовский
- 1943—1966 → В. В. Федынский
- 1954—1968 → А. И. Заборовский
- 1968—1978 → В. В. Федынский
- 1979—1990 → Е. В. Карус
- 1990— ? → В. К. Хмелевский

Природного газа, c 1946 г. — нефти и газа, с 1953 г. — Геологии и геохимии горючих ископаемых
- 1945—1962 → И. О. Брод
- 1963—1981 → Н. Б. Вассоевич
- 1982—1992 → В. В. Семенович
- 1992—2002 → Б. А. Соколов[5]
- 2003— ? → М. К. Иванов
- в наст. вр. → А. В. Ступакова

Объединял работу геологических кафедр Совет геологического отделения под руководством А. Н. Мазаровича.

#### Геологический факультет

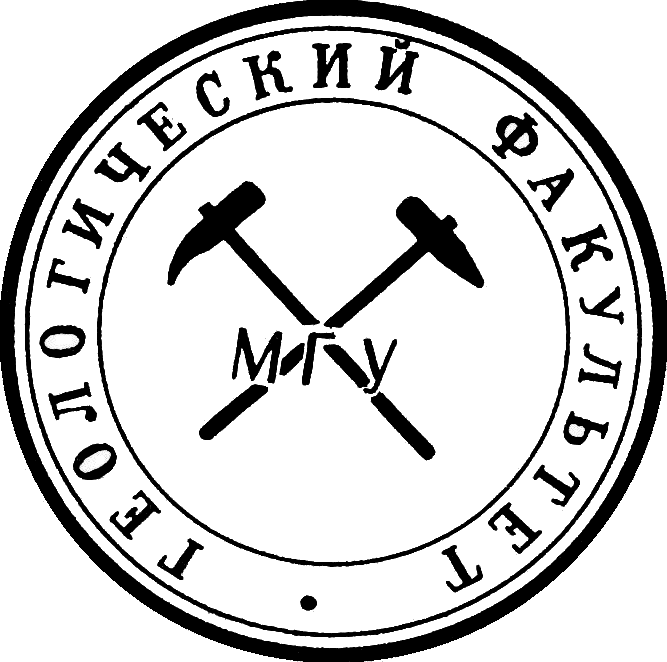
Советский логотип факультета

В 1949 году из Геолого-почвенного факультета сформировали современный Геологический факультет, а почвенное отделение перешло к Биологическому факультету, который был переименован в биолого-почвенный.
Были организованы новые кафедры:
- С 1949 — Кристаллографии и кристаллохимии
- С 1949 — Истории геологии.
  - С 1953 — Кабинет истории геологии, руководитель Д. И. Гордеев.
  - С 1988 — Лаборатория истории и методологии геологических наук.
- С 1952 — Полезных ископаемых. Переименована — Геологии и геохимии полезных ископаемых.
- С 1952 — Гидрогеологии и инженерной геологии. С 1953 г. — Гидрогеологии.
- С 1953 — Мерзлотоведения.
- С 1975 — Сейсмометрии и геоакустики
- С 1983 — Литологии и морской геологии
- С 1986 — Инженерной геологии и охраны геологической среды
- С 2013 — Теоретических основ разработки месторождений нефти и газа

В 1953 году геологический факультет переехал в новое высотное здание МГУ.

## Руководство Деканы факультета
- 1938—1939 — В. В. Геммерлинг
- 1939—1941 — Е. Г. Виленский
- 1941—1943 — В. В. Геммерлинг
- 1943 - 1945 - Н.П. Ремезов
- 1945—1949 — Е. Г. Виленский
- 1949—1954 — Г. П. Горшков
- 1954—1957 — Е. М. Сергеев
- 1957—1962 — Г. П. Барсанов
- 1962—1963 — В. А. Кудрявцев
- 1963—1964 — Е. М. Сергеев
- 1964—1971 — А. А. Богданов
- 1971—1981 — В. А. Кудрявцев
- 1981—1987 — Э. Д. Ершов
- 1987—1992 — В. Т. Трофимов
- 1992—2002 — Б. А. Соколов[5]
- 2002—2021 — Д. Ю. Пущаровский
- 2021—н. в. — Н. Н. Ерёмин

22 ноября 2021 года Д. Ю. Пущаровский назначен на почётную должность президента геологического факультета.

## Современный факультет
На факультете осуществляется подготовка специалистов-геологов: (квалификация — геолог, 511 100).

### Структура
С 1995 года на факультете работает 15 геологических кафедр и кафедра английского языка.
Отделение геологии объединяет шесть кафедр:
- Динамическая геология
- Историческая и региональная геология
- Нефтегазовая седиментология и морская геология[9]
- Геология и геохимия горючих ископаемых
- Геология и геохимия полезных ископаемых
- Палеонтология

Отделение геохимии — кафедры:
- Кристаллография и кристаллохимия
- Минералогия
- Петрология
- Геохимия

Отделение гидрогеологии, геокриологии и инженерной геологии — кафедры:
- Гидрогеология
- Инженерная геология и охрана геологической среды
- Геокриология (до 1986 — кафедра мерзлотоведения)

Отделение геофизики — кафедры:
- Геофизические методы исследования земной коры
- Сейсмометрия и геоакустика

Некоторые кафедры готовят по специальности «Экологическая геология»[стиль].

### Научная работа
- В Калужской области (Александровка) действует геофизическая база факультета
- Факультет проводит учебные практики в Московской области, Крыму (Первая и вторая крымские практики), на Южном Урале, на Белом море (Беломорская биологическая станция МГУ)
- Аспирантура
- Ежегодные студенческие конференции

### Работа со школьниками
- На факультете работает геологический кружок для школьников — Геологическая школа МГУ.
- Факультет организует предметные олимпиады «Ломоносов» по комплексу геологических предметов для школьников.